# Mary Borden
Mary Borden, född 15 maj 1886 i Chicago i Illinois, död 2 december 1968 i Warfield i Berkshire, var en amerikansk-brittisk författare.
Borden kom tidigt till Europa, där hon under första världskriget upprättade och förestod ett stort fältlasarett för den franska armén. Genom sitt andra äktenskap med den brittiske generalen Edward Spears 1918 blev Borden brittisk medborgare. I sin diktning behandlade hon med förkärlek moderna kvinnoöden. Bland hennes arbeten märks Jane - Our Stranger (1923, svensk översättning 1925), The Romantic Woman (1924), Four o'clock (1926), Jehovah's Day (1928), The Forbidden Zone (1929), som i skisser och dikter återger hennes upplevelser som sjuksköterska under första världskriget, A Woman with White Eyes (1930), Mary of Nazareth (1935, svensk översättning samma år), Action for Slander (1936), The Black Virgin (1937, i USA Strange Weekend 1938) och Passport for a Girl (1939, svensk översättning samma år). Under andra världskriget verkade Borden vid en ambulans i Frankrike och Syrien 1940.